# 文化学院
文化学院（ぶんかがくいん）は、かつて存在した日本の専修学校である。1921年（大正10年）創立、2018年（平成30年）閉校。

## 概要

### 学校全体
専門課程は1学科3コースの2年制。高等課程は1学科3コースの3年制。大正時代に開校しており、歴史のある専門学校及び高等専修学校として多くの人材を輩出してきた。
2009年度より高等課程による、日本で初めてのシネマリテラシー教育を開始。前期と後期でドキュメンタリー、短編ドラマの制作を行っていた。

### 建学の精神

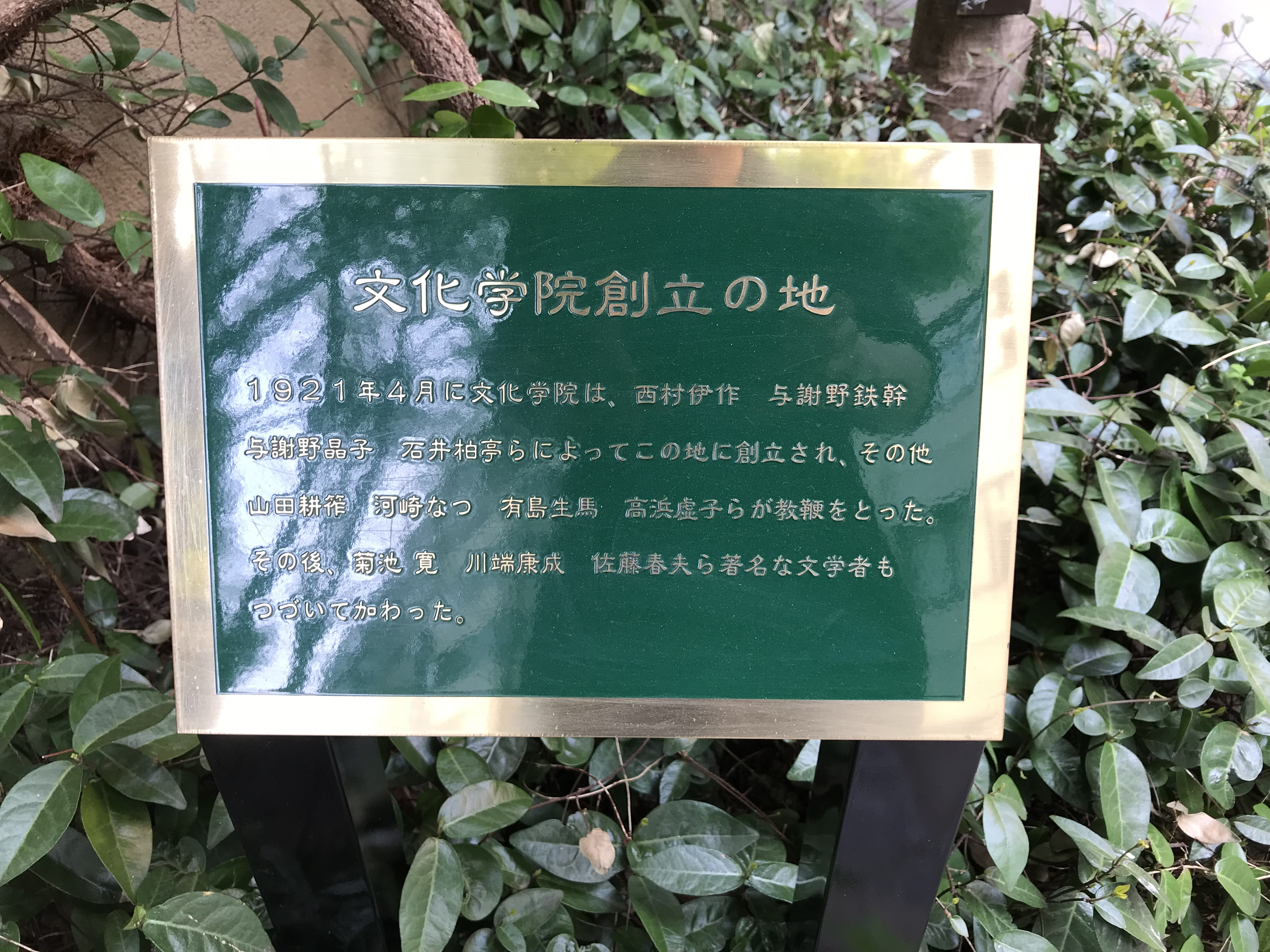
文化学院創立の地の銘板

西村伊作、与謝野晶子、与謝野鉄幹、石井柏亭らによって創設され、「国の学校令によらない自由で独創的な学校」という新しい教育を掲げ、「小さくても善いものを」「感性豊かな人間を育てる」などを狙いとした教育が展開された。しかし、この教育が後に第二次世界大戦に入り、戦時体制となった国により、弾圧を受けることになった。
日本で初めての男女平等教育を実施、共学を実現した。日本文化のみならず、キリスト教精神や西洋文化的教育が盛んに行われ、教員に多くの西洋人を招いた。創立当時から制服はなく、和服より洋服を推奨し、当時では珍しく、生徒のほとんどが洋服を着ていた。その頃から文化学院はオシャレの代名詞として知られていた。
創立当時から現在に至るまで、多くの日本を代表する著名人、文化人、芸術家、西洋人たちによって教育が行われ、さらに多くの著名人、文化人、芸術家を輩出している。日本の現代史、文化史においても重要な位置づけであり、戦時中や学生運動、神田カルチェ・ラタン闘争真っただ中であっても、常に自由思想の先頭にあった学校である。
広辞苑に載っている数少ない学校の一つでもある。かつて教員はじめ、在校生、卒業生たちからはユートピアと評され、学生の憧れの的だったという。「自由」、「知性」、「芸術」の象徴であった。

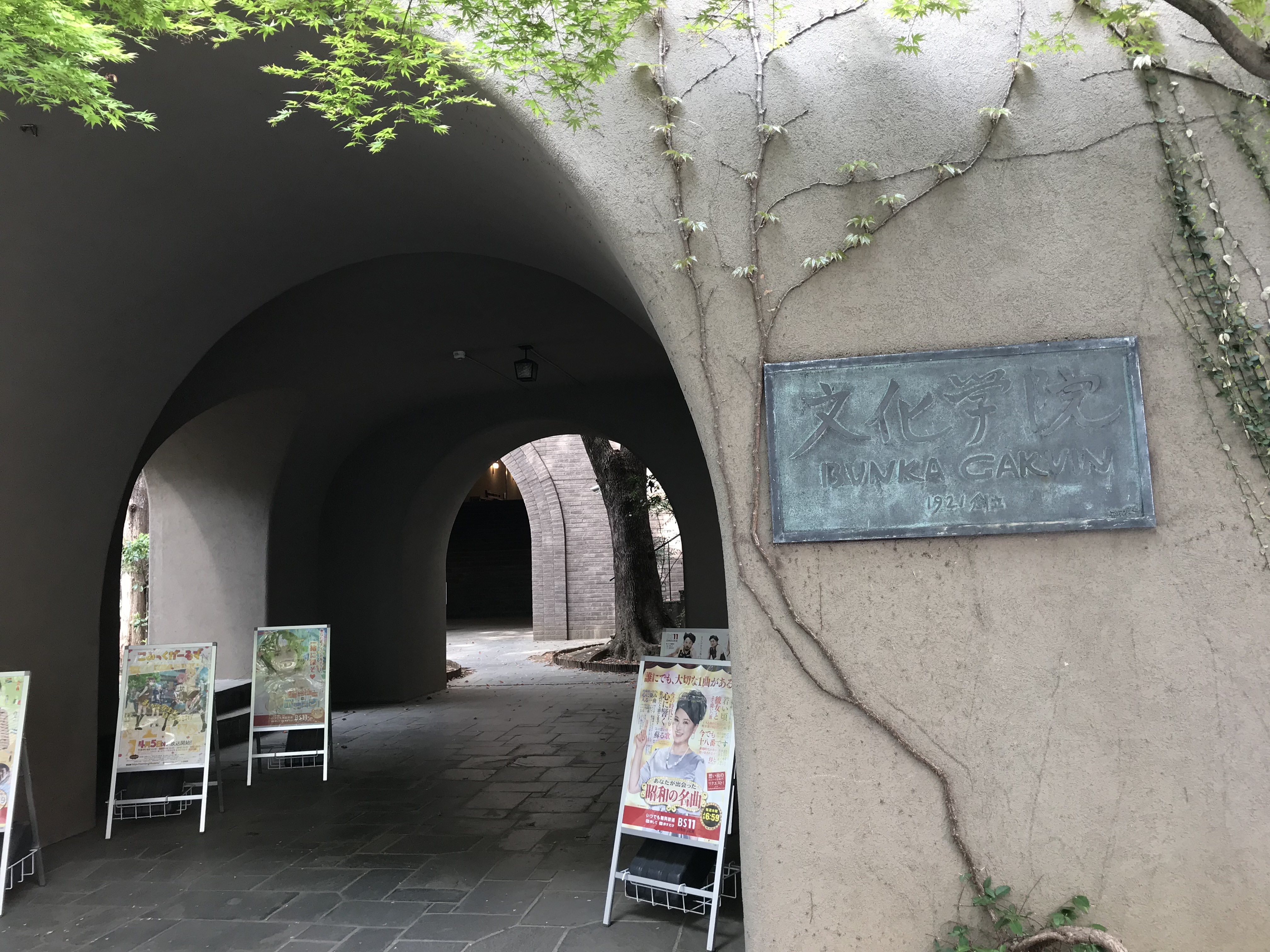
関東大震災後、1937年に建て替えられた旧文化学院（御茶ノ水）

### 歴史
伊作は長女アヤの小学校卒業を機に、あらゆる女学校などを見て回るが、自分の教育方針から適する学校がないと考えた彼は娘のために自らが考える真の学校教育を模索し、当時さまざまな芸術家、文化人との交流のなか、歌人与謝野晶子、画家石井柏亭に当時の学校令に縛られない自由でより創造的な学校を作ることを打ち明ける。両者は大いに賛同し、1921年4月25日に東京に文化学院を創立。当時の中学校令や高等女学校令に縛られず、各種学校として認可を取り、一流人たちによる芸術・学問の教育を行う快活で自由な学校を目指して開校した。開校当初の生徒は女子のみ43名、教師は伊作のほか、与謝野寛、与謝野晶子、石井柏亭、山田耕筰、河崎なつ、有島生馬、高浜虚子ら25名でスタートした。
国との方針が違ったため補助金はなく、誰からの援助も受けず、すべて伊作自身の資産で運営された。祖母が残した山林を売って資金を得ていた。河崎なつ、与謝野晶子らを中心に独自の教科書が作られ、授業を行った。
校舎は伊作自身の設計で建てられ、当時の学校建築の常識を離れ、英国のコテージ風の建物にし、かなりの話題を呼んだ。しかし1923年の関東大震災で校舎が全焼し、再び校舎を建て直すこととなった。長野県軽井沢町のルヴァン美術館に創立当時の校舎が復元され、創立当時をうかがい知ることができる。
その後、中学部の幼い生徒たちにも、当時の一流の学者、芸術家たちが親しく教え、職業的な教師によらない高踏的な人間教育がなされた。
石井柏亭が率いる二科会の山下新太郎、有島生馬、正宗得三郎、中川紀元らや、水彩の赤城泰舒、棟方志功、ノエル・ヌエットらが美術面を、また文学部長に、与謝野鉄幹、晶子夫妻や、菊池寛、川端康成、佐藤春夫などをはじめ、有島武郎、茅野蕭々、戸川秋骨、竹友藻風、エドワード・ガントレット等の作家・文学者が文学方面を担当し、後には奥野新太郎、堀口大学、北原白秋、芥川龍之介、遠藤周作、高浜虚子、萩原朔太郎等がつづいて加わる。
音楽面では主に、山田耕筰、エドワード・ガントレット、伊達愛、萩野綾子、浅野千鶴子、ハンカ・ペッオード等がそれぞれ毎週幾クラスかを受け持った。他にも、横光利一、小林秀雄等が創作と文芸評論を担当、三宅周太郎、北村喜八、伊籐筰朔が演劇と文学方面に多彩な力強さを発揮した。
1923年、関東大震災で校舎が全焼。校舎に保管されていた、与謝野晶子が14年かけて現代語に翻訳した源氏物語が灰となる。校舎はかろうじて残った土台の上に、新しく積み上げて作り変えられた。30年代、世界恐慌、ドイツでのナチスの台頭、満州事変などの時代に、文化学院は心ある人々からオアシスのように慕われ、戦時中も自由主義の教育を続けて世評を恐れなかった。三木清、田中美知太郎、福武直、清水幾太郎、美濃部達吉、吉野作造等の政治学者、法律学者、哲学者、思想家が講義をはじめたのもこの頃である。
「賀頌」（与謝野晶子・詩、山田耕筰・作曲）を式歌とする。
1943年、伊作が反政府思想による天皇批判、自由思想によって不敬罪で拘禁され、文化学院の閉鎖命令を受ける。彼は半年間投獄され、釈放後も裁判やり直しを求めたが、終戦の混乱で自然回避した。そして戦後、伊作は文化学院を再興する。戦時中、文化学院は捕虜収容所となっていたため、米軍の空襲を免れ、そのおかげで近くの山の上ホテルも焼けずに済んだという。しかし同じお茶の水にあるアテネ・フランセは空襲で焼失し、戦後は文化学院の校舎の一部を借りて講義を再開、1962年に新校舎が完成するまで文化学院内で講義が行われた。

### 閉校
多くの著名な芸術家、作家、役者等々を輩出したが、次第に経営が思わしくなくなり、2016年には専修学校の募集を停止。2018年2月に法人は了徳寺学園（現・エイジェック学園）と統合することを公表し、同年3月末にて文化学院は閉校した。
なお、文化学院の各種証明書の発行は2022年4月1日よりエイジェック学園が行っている。
同校関連の人物については、文化学院の人物一覧を参照のこと。

## 沿革
- 1920年（大正9年）- 4月、西村伊作、東京神田駿河台に土地を求める。8月、軽井沢の星野温泉に与謝野寛・晶子夫妻、西村伊作、河崎なつ、石井柏亭等、滞在。新教育の学校を創る話が出る。10月、この頃より、学校設立の話、具体化する。
- 1921年（大正10年） - 西村伊作により各種学校として開校。創立には、先述の芸術家たちが携わった。学校令に縛られない自由な教育を目指し、あえて各種学校としたという。また、4年制の中学部（旧制中学校に相当）は日本初の男女共学を実施した。
- 1923年（大正12年） - 木造4階建て校舎増築。しかし、落成直後に関東大震災に遭い焼失。残された半地下室の煉瓦とコンクリートの基礎の上に再び木造2階建て校舎を建築し、授業を継続。
- 1925年（大正14年） - 本科と美術科による大学部（男女共学・旧制専門学校に相当）設置。また、「賀頌」（与謝野晶子・作詞、山田耕筰・作曲）を式歌とする。
- 1930年（昭和 5年） - 本科を文学部、美術科を美術部と改称。文学部長に菊池寛、美術部長に石井柏亭、女学部長に与謝野晶子が就任。
- 1931年（昭和 6年） - 大学部を第一回生として卒業した、伊作の長女西村アヤが、文化学院の教壇に立ち、高等課程の英語科創設を手がけた。
- 1936年（昭和11年） - アーチの校舎完成。
- 1937年（昭和12年） - 旧館校舎完成。軽井沢では夏季講習がはじまり、この地域で夏を過ごす川端康成、谷川徹三、岸田國士らによって講演が行われる。
- 1943年（昭和18年） - 文化学院強制閉鎖。軍部は「自由思想は戦時体制に合わない」として、校長西村伊作を拘禁し、学校を強制的に閉鎖する。校舎は軍部が接収し、連合軍捕虜収容所となる。
- 1945年（昭和20年） - 校舎返還。西村伊作は未決のまま、解放される。
- 1946年（昭和21年） - 文化学院再開。美術科、日曜美術科、英語科（のちの高等課程の前身）を創設。無宗教の修養講座「文化教会」を立ち上げる。
- 1949年（昭和24年） - デザイン科設立（主任は伊作の次女の板倉ユリ）。
- 1963年（昭和38年） - 創立者の西村伊作死去。校長に石田アヤが就任、理事長には西村久二が就任。
- 1966年（昭和41年） - 5階建ての新校舎完成。アートアンドクラフトセンター設立。
- 1967年（昭和42年） - 建築科設立（西村久二が科長兼任）。山梨県清里に文化学院清里寮完成。
- 1968年（昭和43年） - 高等部が英語科と美術科の2科となる。
- 1972年（昭和47年） - 専修学校の認可。文科・美術科は専門課程に、高等部の英語科・美術科は高等課程になる。
- 1982年（昭和57年） - 埼玉県庄和町に庄和町グランドとして学生や教師、卒業生たちのレクリエーションの場となっていた土地に陶磁科を新設する。
- 1985年（昭和60年） - 庄和町グランドの地に文化学院芸術専門学校を開校。専門課程美術科および、高等課程に相当する芸術科を設立。戸川エマが死去し、文学科科長に立花利根が就任。
- 1987年（昭和62年） - 軽井沢に文化学院学生寮を設立。
- 1988年（昭和63年） - 石田アヤ校長が急逝。後任の校長に西村八知が就任。
- 1997年（平成 9年） - 軽井沢に「ルヴァン美術館」を開館。建物は創立当時の文化学院の校舎を再現した。
- 2004年（平成16年） - 高等課程にデジタルデザイン科を新設。科長に伊作の孫の坂倉竹之助。
- 2008年（平成20年） - 14階建ての新校舎完成。日本BS放送本社屋との共同使用。
- 2009年（平成21年） - 専門課程（2年制）を放送・映画学科（放送コース、映画コース）、総合芸術学科（音楽・ダンスコース、演劇・声優コース、総合デザインコース、美術・クラフトコース、文芸コース）の2学科7コースとし、高等課程（3年制）を総合芸術科（演劇・音楽・ダンスコース、美術コース、文芸コース）の1学科3コースに再編。校長に戸田一雄、理事に与謝野馨が就任。
- 2010年（平成23年） - 理事の与謝野馨が院長に就任。
- 2011年（平成24年） - 理事長に上村武志が就任。
- 2012年（平成24年） - 校長に星幸典が就任。専門課程の放送・映画学科（放送コース、映画コース）の募集を停止。
- 2013年（平成25年） - 専門課程を総合芸術学科（声優・演劇コース、美術コース、文芸コース）の1学科3コースに統合。高等課程は総合芸術科（アクターズコース、美術コース、文芸コース）を維持。
- 2014年（平成26年） - 高等課程の募集を停止。お茶の水キャンパス（千代田区神田駿河台2-5）から両国キャンパス（墨田区両国2丁目18-5）へ校舎移転[5]。理事長に相川英三、校長に佐竹俊夫が就任。
- 2018年（平成30年） - 学校法人了徳寺学園(現・エイジェック学園)と統合し、平成29年度をもって文化学院閉校[6]。

## 設置学科
専門課程
- 総合芸術学科
  - 美術コース
  - 文芸コース

募集を停止した課程
専門課程
- 総合芸術学科
  - 音楽・ダンスコース
  - 演劇・声優コース
  - アート・デザインコース
- 放送・映画学科
  - 放送・映画コース
- 建築科

高等課程
- 総合芸術科
  - アクターズコース
  - 文芸コース
  - アート・デザインコース

## 撮影・ロケ
- フジテレビ系『恋ノチカラ』で、主人公が暮らすマンションの外観として使われていた。
- TBS系『マンハッタンラブストーリー』横浜の喫茶店マンハッタン2号店として使用。
- フジテレビ系『離婚弁護士』の間宮貴子法律事務所の外観および中庭として使われた。
- 東海テレビ・フジテレビ系『愛のソレア』において撮影協力。
- TBS系『白夜行』　ドラマ内では大学として登場。
- AKB48の11thシングル。「大声ダイヤモンド」のPVのセットとして使用された。
- 青山テルマの7thシングル。「忘れないよ」のPVでエントランスのアーチ部分が使用された。
- 映画『THE JUON/呪怨』。アメリカ映画。主人公達が通う介護センター（青海医務大学交流会館）のシーンに使用された。
- NHK ドラマ『下流の宴』2011年。
- Gacharic Spin MV2013年。

その他、映画、ドラマ、PV、バラエティー番組などで多数使用。

## 交通
両国校舎
- JR両国駅 西口より徒歩1分
- 都営大江戸線両国駅より徒歩8分

旧文化学院校舎
- JR・地下鉄各線御茶ノ水駅より徒歩5分